# SWANU of Namibia
Die SWANU of Namibia oder SWANU (ehemals South-West African National Union, ehemals deutsch Südwestafrikanische Nationalunion) ist eine politische Partei in Namibia und wurde am 27. September 1959 als erste gesamtnamibische nationalistische Einheitsbewegung gegründet.
Die Führungspositionen der SWANU wurden zunächst von SWAPA-Aktivisten eingenommen; kurze Zeit später wurden auch andere Gruppen, darunter die OPO mit ihrem Präsidenten Sam Nujoma darin integriert. Bereits im April 1960 brach die SWANU wieder auseinander; die OPO gründete  eine eigene Organisation, die SWAPO.
Die SWANU existierte jedoch weiter, sowohl in Konkurrenz zur SWAPO als auch als ihr zeitweiliger Kooperationspartner in der 1963 gegründeten SWANLIF (South West Africa National Liberation Front).

## Politische Positionen
Die SWANU bestand im Gegensatz zur SWAPO vor allem aus städtischen Intellektuellen und Studenten, weswegen sie keine breite Basis im Volk hatte. Sie vertrat einen stärker internationalistischen und panafrikanischen Kurs, während die SWAPO sich ausschließlich auf die Befreiung Namibias konzentrierte. Unterstützung erhielt die SWANU in ihrer Kampfzeit von der Volksrepublik China. Heute ist sie weiterhin eine radikal panafrikanistische und sozialistische Partei, während die SWAPO sich hin zur politischen Mitte bewegt hat.
Wahlspruch ist Give the Land and Wealth Back to The People (Gib das Land und den Reichtum zurück an die Menschen). Bei ihren vierten Wahlen 2009 errang die SWANU erstmals einen Sitz in der Nationalversammlung.

## Wahlergebnisse

### Parlament
| Parlamentswahl | Stimmenanteile | Sitze |
| -------------- | -------------- | ----- |
| 2024           | 1,05 % ▲       | 1/96  |
| 2019           | 0,65 % ▼       | 1/96  |
| 2014           | 0,71 % ▲       | 1/96  |
| 2009           | 0,62 % ▲       | 1/72  |
| 2004           | 0,40 % ▲       | 0/72  |
| 1999           | 0,35 % ▼       | 0/72  |
| 1994           | 0,53 %         | 0/72  |

### Präsident
| Präsidentschaftswahl | Kandidat            | Stimmen | Stimmenanteil |
| -------------------- | ------------------- | ------- | ------------- |
| 2024                 | Evalistus Kaaronda  | 7.991   | 0,72 %        |
| 2019                 | Tangeni Iijambo     | 5.959   | 0,70 %        |
| 2014                 | Usutuaije Maamberua | 5.028   | 0,56 %        |
| 2009                 | Usutuaije Maamberua | 2.968   | 0,37 %        |

### Regionen
| Regionalwahl | Sitze | Regionen |
| ------------ | ----- | -------- |
| 2020         | 0/121 | 0/14     |
| 2015         | 0/121 | 0/14     |
| 2010         | 0/107 | 0/13     |
| 2004         | 1/107 | 0/13     |
| 1998         | –     | –        |
| 1992         | 0/95  | 0/13     |

### Kommunen
| Kommunalwahl | Sitze | Kommunen |
| ------------ | ----- | -------- |
| 2020         |       |          |
| 2015         | 0/378 | 0/57     |
| 2010         | 0/330 | 0/47     |
| 2004         | 0/290 |          |
| 1998         | 0/329 |          |
| 1992         | 1/338 |          |